# Julius Zimpel
Julius Zimpel (* 30. August 1896 in Wien; † 11. August 1925 ebenda) war ein österreichischer Maler, Grafiker, Buchkünstler und Kunstgewerbler.

## Leben
Zimpel war eines von vier Kindern von Johanna (geborene Klimt, 1873–1950), jüngste Schwester von Gustav Klimt, und deren Ehemann, dem Buchhalter Julius Zimpel sen. Er empfing die ersten künstlerischen Anregungen von seinem Onkel Gustav Klimt. Von 1911 bis 1914 besuchte er die Allgemeine Abteilung der Kunstgewerbeschule unter Rudolf Cižek, Anton von Kenner, Adolf Böhm, Alfred Roller, Oskar Strnad und Rudolf von Larisch und von 1914 bis 1916 die Fachklasse für Malerei bei Kolo Moser. Im Oktober 1916 wurde er zum Lehrer an der Fachlichen Fortbildungsschule für Buchbinder, 1917 zum Lehrer für Fachzeichnen und Modellieren an der Fortbildungsschule für Juweliere bestellt. Zimpel lieferte in den Nachkriegsjahren auch Entwürfe für die Wiener Werkstätte: Bucheinbände, Stoffe, Glasdekor, Keramiken, Metallgegenstände, Elfenbein, Spielzeug. Kurz vor seinem Tode wurde er als Nachfolger von Dagobert Peche mit der künstlerischen Leitung der „Wiener Werkstätte“ betraut.
Zimpel begann 1911 mit der Anfertigung der handgeschriebenen, mit gemalten oder gezeichneten Illustrationen versehenen „persönlichen Bücher“, denen er 1920/1922 die im „Verlag Neuer Graphik“ (später im „Rikola-Verlag“) erschienenen, eigenhändig geschriebenen, mit Lithografien geschmückten „Zimpel-Bücher“ folgen ließ. An diese etwa 100 „originalgraphischen“ Bücher reihen sich 25 gedruckte Bücher, zu denen Zimpel den Buchschmuck oder nur die Umschlagzeichnung beisteuerte. Er handhabte sowohl Feder- und Steinzeichnung wie auch Holzschnitt und Radierung.
Zimpel stellte 1919 im „Hause der jungen Künstlerschaft“ und 1925 in der Internationalen Kunstgewerbe-Ausstellung in Paris aus. Eine Gedächtnisausstellung veranstaltete im November 1925 die Neue Galerie in Wien.
Er hatte drei Geschwister: Rudolf, Eleonore und Gustav Zimpel (1904–1954).

## Buchillustrationen (Auswahl)

Illustration von Julius Zimpel zu E. T. A. Hoffmann, Das Majorat

- Romantische Märchen von Wieland, Goethe, Novalis. Kunstverlag Anton Schroll & Co., Wien [1921].
- Christoph Martin Wieland: Don Sylvio von Rosalva. Mit 24 Original-Lithographien von Julius Zimpel, Kunstverlag Anton Schroll & Co., Wien 1922.
- E. T. A. Hoffmann: Das Majorat. Illustriert von Julius Zimpel, Kunstverlag Anton Schroll & Co., Wien [1922] (goethezeitportal.de).
- Christoph Martin Wieland: Geschichte des Prinzen Biribinker. Illustriert von Julius Zimpel, Kunstverlag Anton Schroll & Co., Wien [1922] (goethezeitportal.de).
- Max Glass: Don Juans Puppen. Illustriert von Julius Zimpel. Gustav Kiepenheuer, Potsdam 1923.